# Threat Signal
Threat Signal es una banda de metal proveniente de Hamilton, Ontario (Canadá). El estilo de la banda es descrito como metalcore melódico con algunas influencias de death y thrash metal, y como metal alternativo con elementos de metalcore, hardcore, death y thrash metal.

## Historia

### Primeros días
Threat Signal fue formada a finales de la primavera del 2003 por los primos Jon y Rich Howard, quienes pidieron a Kyle McNight se les uniera a su banda como guitarrista y letrista. El trío estaba en busca de un baterista, hasta que encontraron a Adam Matthews a finales del 2004 e igualmente se les unió a la banda. La banda presentó la canción "Rational Eyes" la cual se colocó en una discográfica internacional de canciones de metal en GarageBand.com. Después de una cuantas semanas, la canción alcanzó el 1.er lugar, y la banda recibió muchos premios, incluyendo mejores guitarras, mejor batería, mejor vocalista, mejor producción, canción de la semana y canción del día. En agosto del 2004, Eric Papky, el instructor de guitarra de Kyle, se integró a la banda a cargo del bajo. Después del éxito obtenido a través de GarageBand.com, muchas disqueras se interesaron en ayudarles en su carrera y firmar contrato con ellos, además de promoverles shows en vivo. En agosto del 2005, Marco Bresette reemplazo a Papky en el bajo.

### Nuclear Blast yUnder Reprisal
La banda viaja a Los Ángeles, para comenzar a grabar su álbum debut con Christian Olde Wolbers de Fear Factory en septiembre del 2005. En noviembre de ese año, la banda anunció que habían firmado contrato con la disquera Nuclear Blast. Poco tiempo después, Adam Matthews abandono la banda, y fue reemplazado por George Parfitt. En julio de 2005, la banda tomo parte en el festival en Alemania Earthshaker Fest, al lado de bandas de renombre como Scar Symmetry, Communic y Arch Enemy. El 1º de agosto de 2006, la banda anunció que el guitarrista Rich Howard salía de la banda para atender asuntos personales, y fue reemplazado por Marco Bressette, quien era guitarrista en la banda, pero tomó el lugar del bajo y en septiembre, Pat Kavanagh fue anunciado como el nuevo bajista. En octubre, la banda inició una gira por Estados Unidos al lado de Soilwork, Mnemic y Darkest Hour. El tour finalizó en noviembre, pero tiempo después encabezaron una nueva gira igualmente por Norteamérica a principios del 2007.

### Nuevo material, nuevas giras y cambios en los integrantes
En marzo del 2007, Threat Signal comenzó a grabar su nuevo material discográfico, pero fue obstaculizado por la salida de otro miembro, esta vez Marco Bressette. La banda anunció la búsqueda de un nuevo guitarrista. Threat Signal intervino como abridor del una gira junto con Protest the Hero, All That Remains, Blessthefall y The Holly Springs Disaster. Poco tiempo después de esta gira, el guitarrista Kyle McKnight salió de Threat Signal en junio del 2007 debido a diferencias personales con el resto de los miembros de la banda. El baterista, George Parfitt, también salió en el 2007 para dedicarle tiempo a su familia. Los integrantes restantes de la banda, Jon Howard y Pat Kavanagh reformaron la alineación de la banda, ahora con el baterista Norm Killeen y el guitarrista Travis Montgomery y Adam Weber. Ya con la nueva alineación, grabaron y lanzaron su álbum debut, Under Reprisal.
En el 2008 Jon Howard y Pat Kavanagh se unieron a Arkaea junto con los exmiembros de Fear Factory Raymond Herrera y Christian Olde Wolbers (quien produjo el álbum debut de Threat Signal).

### Vigilance
Threat Signal lanzó en el 2009 su segundo álbum, Vigilance, el cual fue producido por Howard (quien hasta ahora es el único miembro fundador de la banda) y mezclado por Greg Reely. El álbum salió a la venta el 8 de septiembre de 2009 en Norteamérica y el 11 de septiembre en Europa. Se lanzó un vídeo de la canción "Severed". El 15 de julio la banda lanzó una edición especial la cual contenía un "make-of" de 32 minutos de las grabaciones del álbum, el cual incluye el proceso de grabación, los momentos a la hora de escribir las letras y entrevistas con la banda. El álbum vendió alrededor de 1,100 copias en la primera semana de lanzamiento en los E.U. y poco después la banda salió de gira con Epica para promocionar el álbum.

### Threat Signal
La banda anunció en su página de Facebook que el tercer álbum será producido y mezclado por el "cerebro musical" Zeuss (Chimaira, Hatebreed, All That Remains, The Acacia Strain, Born Of Osiris, Shadows Fall, etc.) También indicaron que experimentaron con guitarras de 7 cuerdas en este álbum. La banda declaró: "Nos dirigimos de nuevo a los días del "Under Reprisal" pero con más pelotas." La banda también declaró que será un disco homónimo.
El homónimo nuevo álbum, Threat Signal, fue lanzado el 7 de octubre de 2011, en Europa, y el 11 de octubre de 2011, en Norteamérica. Estuvieron de gira con Children Of Bodom, Eluvieite y Revocation en 2012 para promover el álbum.

### Tercer cambio de alineación
Alex Rüdinger y Chris Feener dejaron la banda y Rüdinger fue reemplazado por el baterista de "Our Lady of Bloodshed" Joey Muha.
El 20 de mayo de 2015, se anunció que el guitarrista de gira, Matt Perrin, se había unido oficialmente a la banda. Junto con esa declaración, llegaron noticias sobre un nuevo álbum a lo largo del mes. El 13 de junio de 2015, Joey Muha anunció que dejó Threat Signal y ahora será miembro a tiempo completo de Jungle Rot.
La batería del cuarto álbum de la banda, Disconnect, fue hecha por Andrew Minarik. Originalmente, estaba programado para 2016, pero tuvo un largo retraso debido a problemas de management y problemas con la discográfica. Finalmente, se lanzó el 10 de noviembre de 2017.

## Integrantes

### Miembros actuales
- Jon Howard – vocalista (desde 2003)
- Travis Montgomery – guitarra solista (desde 2007)
- Ryan Miller – bajo (desde 2018)
- Matt Perrin - guitarra rítmica (desde 2013)

### Miembros pasados
- Pat Kavanagh - bajo y coros (2006-2018)
- Alex Rüdinger - batería (2010-2012)
- Norman Killeen – batería (2007–2010, fallecido en agosto de 2016)
- Adam Weber – guitarra rítmica (2007–2010)
- Kyle McKnight – guitarra solista (2003–2007)
- George Parfitt – batería (2006–2007)
- Rich Howard – guitarra rítmica, coros (2003–2006, 2007)
- Marco Bressette – bajo (2005–2006), guitarra rítmica (2006–2007)
- Eric Papky – bajo (2004–2005)
- Kris Norris - guitarra solista (2010, 2013)
- Chris Feener - guitarras (2010-2012)
- Joey Muha - batería (2013-2015)

### Miembros de estudio
- Andrew Minarik - batería (2015-2016) para Disconnect

### Músicos en directo
- Oswin Wong - guitarra (2018)
- Christian Olde Wolbers - bajo (2016)
- James Knoerl - batería (2016)
- Joey Muha - batería (2018)

## Discografía
- Under Reprisal (Nuclear Blast, 2006)
- Vigilance (Nuclear Blast, 2009)
- Threat Signal (Nuclear Blast, 2011)
- Disconnect (Agonia, 2017)

### Sencillos
- "Rational Eyes" (Nuclear Blast), 2006)
- "A New Beginning" (Nuclear Blast, 2008)
- "Through My Eyes" (Nuclear Blast, 2010)
- "Comatose" (Nuclear Blast, 2011)
- "Fallen Disciples" (Nuclear Blast, 2011)
- "Face the Day" (Nuclear Blast, 2011)
- "Uncensored" (Nuclear Blast, 2012)
- "Enter the Matrix" (Agonia, 2017)
- "Elimination Process" (Agonia, 2017)